# SAV Vacallo Basket
La Società Atletica Vacallo sezione Basket è la società di pallacanestro di Vacallo, nel Canton Ticino. I suoi colori sociali sono il giallo e il verde e la prima squadra gioca le sue partite casalinghe al Palapenz di Chiasso, che ha una capienza di circa 1200 spettatori.
La sezione Basket è stata fondata nel 1970 e dal 1977 ha iniziato l'attività giovanile. Nel 2007 ha vinto il campionato di LNB ed è salita in LNA. Nel 2008 conquista per la terza volta la Coppa Svizzera e nel 2009 vince il primo campionato svizzero della sua storia, bissando anche il trionfo in Coppa di Svizzera. La società conta 12 squadre attive nel proprio movimento giovanile, tra cui una femminile Under 14 e una femminile Under 16. La prima squadra si è ritirata dal campionato nel 2013.

## Storia
Il 3 ottobre 1958 fu fondata la Società Atletica Vacallo. La sezione basket della polisportiva SAV fu ideata nell'estate 1969, quando un gruppo di giovani giocava a basket nel campetto esterno dell'oratorio di Chiasso. Il 13 aprile 1970 fu costituita la sezione Basket con il nome di SAV Vacallo Basket. Durante la stagione 1970-71 furono schierate le prime due formazioni (senior maschile e senior femminile) e il 19 settembre 1971 fu giocata la prima partita ufficiale sul campo esterno delle Scuole Elementari di Vacallo.
La stagione 1974-75 coincise con il titolo cantonale di 2. Divisione e nell'autunno del 1975 si giocò la partita nel nuovo campo nella palestra delle scuole comunali di Vacallo. Nel 1977-78 vi fu la conquista della promozione in 1. Divisione. A partire dalla primavera 1979 la prima squadra incominciò a disputare le partite nelle palestre delle Scuole Medie a Morbio Inferiore, mentre le attività del settore femminile cessarono per mancanza di giocatrici e di spazio per allenamenti.
Nella stagione 1981-82 fu conquistata la promozione del girone nazionale di 1. Divisione. Retrocessa, la squadra si aggiudicò nel 1986 il titolo cantonale di 2. Divisione. Nella stagione 1986-87, dopo aver conquistato il titolo di 1. Lega, vi fu la promozione nella Lega Nazionale B. Nel 1995 fu conquistato il titolo di Lega Nazionale B e l'anno seguente la prima promozione in Lega Nazionale A. Nel 1998 la prima squadra passa all'Associazione Basket Vacallo e i due anni seguenti si aggiudica la Coppa di Svizzera. Nella stessa stagione raggiunge anche la finale del campionato persa all'ultima partita della serie al meglio delle cinque partite.
Nel 2000 avvenne il fallimento dell'Associazione Basket Vacallo, che ripartì come SAV Vacallo Basket. Durante la stagione 2001-02 fu ottenuto il titolo di campione di 2. Divisione e la promozione in 1. Lega. L'anno seguente la squadra si aggiudicò il campionato e fu promossa in Lega Nazionale B. Nel 2005 e nel 2007 fu vinto il campionato cadetto che portò la società in Lega Nazionale A a partire dalla stagione 2007-08 nella quale conquistarono, sotto la guida di Rodrigo Pastore, la terza Coppa Svizzera della propria storia nella finale di Friborgo contro i rivali dei Lugano Tigers. L'anno seguente venne confermato tutto lo staff tecnico e la squadra raggiunse il risultato migliore della propria storia: la vittoria del campionato e della Coppa Svizzera ottenendo la doppietta.
Per tre stagioni, dal 2007 al 2010, Main Sponsor fu la SA Luciano Franzosini di Chiasso.
Nella stagione 2009-10 la squadra viene completamente confermata ad eccezione della vendita di Martin Mihajlović e l'acquisto di Duane Erwin. Durante la stagione la squadra raggiunse per il terzo anno consecutivo la finale di Coppa Svizzera, perdendola dopo i supplementari con gli Starwings Basilea, mentre in campionato la squadra si fermò in semifinale play-off.
Nell'estate del 2012, a causa di problemi finanziari, la società cambiò il suo statuto societario diventando una SA e separando la gestione della prima squadra da quella del settore giovanile, nel quale si contavano una decina di squadre, onde evitarne la chiusura in caso di fallimento della prima squadra. Infatti, il 15 febbraio 2013 è stato ufficializzato l'abbandono del campionato in corso e durante il quale la squadra occupava il terzo posto il regular season, aveva raggiunto la finale di Coppa di Svizzera e le final four di Coppa di Lega.
A fine maggio del 2013 fu decretato ufficialmente il fallimento della società che, per quanto riguarda il suo futuro, a partire dalla stagione 2013-14 la squadra senior diventerà temporaneamente la prima squadra, la quale è stata squalificata da ogni campionato per le prossime tre stagioni, ed inoltre giocherà in 2 Lega Cantonale una squadra Under 23.
Al termine della stagione 2014-15 la squadra, dopo aver dominato il campionato senza aver subito nemmeno una sconfitta, viene promossa in Prima Lega tornando così a disputare, per la stagione 2015-16, un campionato nazionale dopo due anni relegata in quelli cantonali. Dal 2017 la prima squadra collabora con Mendrisio Basket e AS Basket Stabio creando il Raggruppamento Pallacanestro Mendrisiotto, partecipante alla 1LN. Dalla stagione 2020-2021 riprende a giocare con la denominazione originaria.

## Stagioni passate
- SAV Vacallo Basket 2009-2010
- SAV Vacallo Basket 2011-2012

## Cestisti
- Roosevelt Bouie
- Nikola Dačević
- Rickey Gibson
- John Hatch
- Michalīs Kakiouzīs
- Roberto Kovac
- Igor' Kurašov
- Peter Lisicky
- Dejan Luković
- Lee Matthews
- Martin Mihajlović
- Haris Mujezinović
- Manuel Raga Jr.
- Marco Sassella
- Matt Schneiderman
- Slaven Smiljanić
- Gary Stich

## Allenatori
- 1983-1989:  Giovanni Catterini
- 1989-1992:  Gary Stich
- 1994-1995:  Ed Gregg
- 1995-1998:  Alfredo Grasselli
- 1998-2000:  Franco Casalini
- 2001-2006:  Walter Bernasconi
- 2006-2013:   Rodrigo Pastore
- 2015-2016:  Tommaso Gergati
- 2016-2017:  Andrea Avesani
- 2017-2022:  Dario Frasisti
- 2022:  Maurizio Mazzetto
- 2022-2024:  Walter Bernasconi
- 2024-:  Marco Rota

## Palmarès
- Campionato svizzero: 1

2008-09
- Coppe svizzere: 4

1998-99, 1999-00, 2007-08, 2008-09
- LNB: 3

1994-95, 2004-05, 2006-07
- NL1: 1

2002-03
- Coppa Ticino: 6

2001-02, 2004-05, 2005-06, 2006-07, 2013-14, 2014-15